# Улица Большое Понизовье
Улица Большое Понизовье — улица в Новомосковском административном округе города Москвы на территории поселения Сосенское вблизи станции метро «Филатов Луг». Пролегает между Филимонковским шоссе и границей с поселением Московский.

## Расположение
Улица целиком находится за пределами МКАД к югу от деревни Саларьево в ЖК «Саларьево Парк», около станции метро «Филатов Луг». Улица пролегает от Филимонковского шоссе на северо-запад до границы с поселением Московский.

## Происхождение названия
На территории нынешнего Западного Хованского кладбища в XVII—XX веках находилась пустошь Карповская. На территории, где впоследствии будет упоминаться Карповская, в 1594 году в межевых книгах Троице-Сергиевой лавры упоминается деревня Понизовье, которая была ранее за Проней Корякиным (пустошь Карповская также была известна как Коряжкино), а на момент упоминания принадлежавшая Андреевскому монастырю. Улица получила своё название 5 июля 2022 года. Инициативная группа «Московская топонимия» заявила, что название было предложено одним из членов инициативной группы.